# Fatma Samoura
Fatma Samba Diouf Samoura (Senegal, 9 september 1962) is een Senegalese bestuurder en voormalig diplomaat bij de Verenigde Naties. Sinds juni 2016 is zij secretaris-generaal van de FIFA. In 2018 noemde Forbes haar de machtigste vrouw in de internationale sportwereld.

## Opleiding
Samoura behaalde een master in Engels en Spaans aan de Universiteit van Lyon en een post-master in internationale betrekkingen en internationale handel aan het Institut d’Etudes Supérieures Spécialisées in Straatsburg.

## Loopbaan

### Bedrijfsleven
Voor ze bij de VN ging werken, werkte Samoura acht jaar in de kunstmesthandel voor Senchim, een dochteronderneming van Industries Chimiques du Senegal. Hier was zij verantwoordelijk voor import- en exportprogrammas, aanbestedingen en het opzetten van een landelijk distributienetwerk.

### Verenigde Naties
Nadat zij in 1995 in dienst trad van het United Nations World Food Programme (WFP), werkte ze als landendirecteur in Djibouti en Kameroen en op het WFP-hoofdkantoor in Rome. Ze had te maken met tal van complexe noodsituaties, onder meer in Kosovo, Liberia, Nicaragua, Sierra Leone en Oost-Timor.
Op 1 november 2007 benoemde secretaris-generaal van de Verenigde Naties Ban Ki-moon haar tot plaatsvervangend humanitair coördinator voor Oost-Tsjaad. Zij was gevestigd in de stad Abéché, op ongeveer tachtig kilometer ten westen van de grens met Soedan's door conflicten geteisterde regio Darfur. Tsjaad huisvestte indertijd meer dan 280.000 vluchtelingen en meer dan 170.000 ontheemden, van wie de meesten in de oostelijke regio, en zij was belast met het voorbereiden van hun terugkeer. Haar functie bestond uit het bieden van ondersteuning en begeleiding aan een team bestaande uit zeven Verenigde Naties agentschappen en meer dan veertig internationale niet-gouvernementele organisaties (ngo's) werkzaam in het oosten van Tsjaad.
Later was Samoura tot 2016 VN-coördinator in Nigeria en daarmee als vertegenwoordiger van de secretaris-generaal de hoogste VN-vertegenwoordiger van het land, met de rang van ambassadeur. Ook was zij  in Nigeria coördinator voor humanitaire aangelegenheden en vertegenwoordiger van het VN-Ontwikkelingsprogramma.

### FIFA
In juni 2016 werd ze door FIFA-president Gianni Infantino benoemd tot secretaris-generaal van de FIFA; zij is de eerste vrouw en de eerste niet-Europeaan op deze positie. Zij is verantwoordelijk voor het toezicht op de commerciële en operationele kant van de organisatie.
Enkele maanden na haar start in deze functie brak in het Verenigd Koninkrijk een controverse uit over de regels die het dragen van een klaproos door de spelers verboden. Samoura verklaarde op 3 november 2016 dat Engeland, Schotland en Wales gestraft zouden worden als ze op Remembrance Day een klaproos droegen, omdat de FIFA dit ziet als een politiek symbool. "Groot-Brittannië is niet het enige land dat heeft geleden ten gevolge van oorlog", zei ze. "Syrië is een voorbeeld. Mijn eigen [Afrikaanse] continent wordt al jaren verscheurd door oorlogen. Het is de vraag waarom we een uitzondering zouden maken voor een land en niet voor de rest van de wereld?" De Britse premier Theresa May veroordeelde de FIFA en vertelde het parlement dat Samoura's beslissing schandalig was.
Een van Samoura's prioriteiten is het bevorderen van diversiteit binnen de FIFA.